# نموذج نضج القدرة
نموذج نضج القدرة (Capability Maturity Model (CMM)) هو علامة خدمة، ومفهوم تم تطويره في مجال تطوير البرمجيات التي تقدم نموذجا لفهم القدرة على نضج برامج الشركات لمسار تطوير الاعمال. لأن (CMM) هو حول عملية الإدراك، فهو يختلف عن نماذج النضج العامة التي توفر مجموعة منظمة من العناصر التي تصف جوانب معينة من النضج في الشركة. (CMM) مفيد كنموذج نظري عام، للمساعدة في تعريف وفهم مسار الشركات في القدرة على النضج والإدراك. لتطوير البرمجيات، نموذج القدرة على الإدراك تم استبداله بدمج نموذج القدرة على الإدراك التكاملي (CMMI).

## نبذة عامة
و نموذج القدرة على الإدراك (CMM) طور أصلا باعتباره أداة تقييم موضوعية لقدرة 'عمليات متعاقدي الحكومة لتنفيذ مشروع برنامج التعاقد. (CMM)تعتمد على هيكلية عملية الإدراك (النضج)التي تم وصفها لأول مرة عام 1989 في كتاب «إدارة عملية البرمجيات» من جانب واتس همفري. في وقت لاحق نشرت في تقرير في عام 1993 (تقرير فني CMU/SEI-93-TR-024 ESC-TR-93-177 شباط / فبراير 1993 نموذج قدرة النضج SM للبرمجيات، الإصدار 1.1)، وكما في كتاب صادر عن نفس الكتاب في 1995.
على الرغم من أن CMM يأتي من مجال تطوير البرمجيات، وهو يستخدم كنموذج عام للمساعدة في تحسين مسارات الأعمال التنظيمية في مختلف المجالات، على سبيل المثال في هندسة البرمجيات، هندسة النظام، إدارة المشروع، صيانة البرمجيات، إدارة المخاطر، وكسب نظام، تكنولوجيا المعلومات (تقنية المعلومات) والخدمات والعمليات التجارية بصفة عامة، وإدارة رأس المال البشري. CMM قد استخدم على نطاق واسع في جميع أنحاء العالم في الحكومة والتجارة والصناعة وشركات تطوير البرمجيات.

## التاريخ
CMM تعتمد على عملية ادراك هيكلية تم وصفها لأول مرة عام 1989 في كتاب «إدارة عملية البرمجيات» ل واتس همفري. همفري يسند هذا الإطار على جدول نوعية الإدراك المبكر التي طورها فيليب كروسبي في كتابه «الجودة هي حرة». ومع ذلك، اختلف نهج همفري بسبب نفاذ بصيرته الفريدة أن الشركات تدرس عملياتها على مراحل تعتمد على حل المشكلات العملية في ترتيب معين. همفري يقوم منهجه على التطور التدريجي لنظام ممارسات تطوير البرمجيات داخل الشركة، بدلا من قياس مدى نضج كل عملية تطوير منفصلة بشكل مستقل. CMM لذلك تم استخدامها من قبل شركات مختلفة كأداة عامة وقوية من أجل فهم ومن ثم تحسين أداء العمليات التجارية العام.
همفري بدأ عمله على تطوير مفاهيم عملية النضج خلال مراحل لاحقة من عمله 27 عاما في آي بي إم. وانضم إلى معهد هندسة البرمجيات الموجودة في جامعة كارنيغي ميلون في بيتسبرغ، بنسلفانيا في عام 1986 بعد تقاعده من آي بي إم. بناء على طلب من سلاح الجو الاميركي بدأ عملية إضفاء الطابع الرسمي على عملية هيكلة النضج لمساعدة وزارة الدفاع الأمريكية في تقييم قدرة مقاولي البرمجيات كجزء من منح العقود. المنظمات المقررة أصلا باستخدام إستبيان عملية النضج وطريقة تقييم قدرة البرنامج التي وضعها همفري وزملاؤه في معهد هندسة برمجيات وزارة الدفاع الأمريكية (معهد استوكهولم للبيئة). التمثيل الكامل لنموذج نضج القدرة كمجموعة من مجالات العمليات المعرفة والممارسات في كل من مستويات النضج الخمسة تم انشاؤه عام 1991، مع الإصدار 1.1 يتم انهاؤه في كانون الثاني 1993. CMM تم نشره ككتاب عام 1995 للكتاب الاصليين، مارك C. Paulk، شارل الخامس ويبر، بيل كورتيس، وماري بيث Chrissis.
لعمليات تطوير البرمجيات، CMM قد تم استبداله ب تكامل نموذج نضج القدرات (CMMI)، على الرغم من أن CMM لا يزال يشكل مسارا نظريا عاما لنموذج القدرة المستخدم في المجال العام.

### السياق
في السبعينيات (1970s) استخدام الحواسيب أصبح أكثر انتشارا ومرونة وأقل تكلفة. بدأت المنظمات لاعتماد نظم المعلومات المحوسبة، والطلب من أجل تطوير البرمجيات نمى بشكل ملحوظ. العمليات لتطوير البرمجيات في مهدها، مع معايير قليلة أو نهج «أفضل الممارسات» معرفة.
نتيجة لذلك، ترافق النمو مع الامه: فشل المشروع كان شائعاً، ومجال علوم الكمبيوتر كان لا يزال في مراحله الأولى، وطموحات حجم المشروع وتعقيده تجاوزت قدرة السوق على تحقيق ذلك. أفراد مثل إدوارد Yourdon، لاري قسنطينة، جيرالد واينبرغ، توم غيدو، وديفيد Parnas بدأوا ينشرون المقالات والكتب مع نتائج الأبحاث في محاولة لإضفاء الطابع المهني على عملية تطوير البرامج.
نموذج نضج القدرة ل واط همفري (CMM) وصفت في إدارة عملية البرمجيات. (CMM)كما تصوره واتس همفري استند إلى العمل قبل عقد من الزمان من فيل كروسبي الذي نشر في شبكة جودة نضج الإدارة في كتابه الجودة الحرة في عام 1979. التنمية النشطة للنموذج من قبل معهد هندسة برمجيات وزارة الدفاع الأمريكية (معهد استوكهولم للبيئة) بدأت في عام 1986.
CMM كانت توصف اصلا كأداة لتقييم قدرة متعاقدي الحكومة لتنفيذ مشاريع البرامج المتعاقد عليها. على الرغم من أنه يأتي من مجال تطوير البرمجيات، وأنه يمكن أن يكون قد تم، ولا يزال يطبق على نطاق واسع كنموذج عام لنضج العمليات (مثل عمليات خدمات إدارة تكنلوجيا المعلومات) في IS/IT (وغيرها) من الشركات.
علما بأن أول تطبيق لنظم تكنولوجيا المعلومات لنموذج النضج لم يكن من قبل CMM/SEI، ولكن بدلا من ريتشارد ل نولان، الذي، في عام 1973 نشر نموذج مراحل النمو لمؤسسات تقنية المعلومات.
CMM يحدد خمسة مستويات لعملية النضج بالنسبة للمؤسسة:
1. الأولي (توصف العمليات بأنها فوضوية، مخصصة) -- ونقطة انطلاق لاستخدام عملية جديدة.
2. تكرارية (توصف العمليات بأنه يمكن تكرارها مرة أخرى ) —كانت هذه العملية قادرة على أن تستخدم مرارا وتكرارا، مع ما يقرب من نتائج قابلة للتكرار.
3. معرفة (يمكن وصف العمليات بأنها معرفة بسياق ثابت ) —عملية يتم تعريفها / أكدت على أنها عملية تجارية موحدة، وتتحلل إلى مستويات 0، 1 و 2 (وهذا الأخير هو تعليمات العمل).
4. مدارة (القدرة على إدارة العمليات ) —عملية تدار وفقا لمقاييس وصفها في مرحلة التعريف.
5. محسنة ( القدرة على تحسين جودة العمليات ) —إدارة عملية مدروسة تشمل عملية التحسين / التطور.

داخل كل واحد من هذه المستويات مفتاح مجالات العملية (KPAs) التي تميز هذا المستوى، ولكل مفتاح هناك خمسة تعريفات تم تحديدها:
1. الأهداف
2. الاتزام
3. القدرة
4. المقياس
5. التحقق

وهذه المفاتيح ليست بالضرورة فريدة من نوعها لتمثيل نموذج نضج القدرة، -- كما يفعلون—المراحل التي يجب أن تذهب المؤسسات من خلالها إلى أن تصبح ناضجة.
CMM يوفر الاستمرارية النظرية على طول عملية النضج التي يمكن تطويرها بشكل متزايد من مستوى إلى آخر. تخطي المستويات غير مسموح / ممكن.
ملحوظة: CMM المقصود بها اصلا كأداة لتقييم قدرة المتعاقدين مع الحكومة لتنفيذ مشاريع البرامج المتعاقد عليها. لقد تم استخدامها ويمكن ان تكون مناسبة لذلك الغرض، ولكن النقاد أشاروا إلى نضج العملية وفقا لنموذج نضج القدرة ليست بالضرورة ملزمة لتطوير البرمجيات الناجحة. هناك / من الأمثلة الواقعية لنموذج نضج القدرة، حيث كان يمكن القول لا صلة لها لتنمية البرمجيات الناجحة، وهذه الأمثلة تشمل العديد من الشركات Shrinkwrap (وتسمى أيضا تجارية خارج على الرف، أو «بمجموعات» الشركات أو شركات حزمة البرامج). من شأنه أن مثل هذه الشركات تشمل، على سبيل المثال، Claris، آبل Apple، وسيمانتيك، ومايكروسوفت، وبرنامج لوتس. على الرغم من أن هذه الشركات قد نجحت في تطوير البرامج الخاصة بهم، فإنهم لن يكون بالضرورة اعتبار أو تعريف أو إدارة عملياتها كنموذج لنضج القدرة موصوفا كمستوى ثالث أو أعلى، وهكذا سيكون كالمستوى 1 أو 2 من هذا النموذج. هذا لم يكن—على وجهه لأنه—إحباط التطويرات الناجحة لبرامجهم الخاصة.

### الأصول
في1980s، العديد من المشاريع العسكرية التي تشمل على متعاقدين فرعيين للبرمجيات تخطت الميزانية، وتم انجازها في وقت متأخر عن الوقت المخطط له إذا تم انجازها اصلاً.في محاولة لتحديد لماسبب حدوث هذا، مولت الولايات المتحدة للقوات الجوية دراسة في معهد استوكهولم للبيئة. ونتيجة لهذه الدراسة كانت نموذجا عسكرياً لاستخدامها بمثابة تقييم موضوعي لمتعاقدي برمجيات عملية نضج القدرة. في عام 1989، تم نشر نموذج نضج القدرة ك إدارة عملية البرمجيات. الأساس الذي يقوم عليه النموذج هو جدول جودة نضج الإدارة التي وضعها فيليب كروسبي عام 1979 في كتابه «الجودة الحرة'.

### الحالة الحالية واتجاه المستقبل
ثبتت فائدة نموذج CMM لكثير من الشركات، ولكن تطبيقه في مجال تطوير البرمجيات في بعض الأحيان يصبح مشكلة. تطبيق نماذج متعددة ليست متكاملة داخل وعبر الشركة قد تكون مكلفة من حيث التدريب وعمليات التقييم وأنشطة التحسين. تم تشكيل مشروع نموذج تكامل نضج القدرة للتخلص من مشكلة استخدام نماذج متعددة.

## مواضيع نموذج نضج القدرة

### نموذج النضج
يمكن وصف نموذج النضج بانه هيكل مجموعة من العناصر التي تصف جوانب معينة من النضج في الشركة. ويمكن ان يوفر نموذج النضج، على سبيل المثال:
- مكان للبدء
- الاستفادة من تجارب المجتمعات السابقة
- لغة مشتركة ورؤية مشتركة
- إطارا لتحديد أولويات الاحداث
- وسيلة لتحديد وسائل تحسين مؤسستك

يمكن ان يستخدم نموذج النضج م كمقياس للمقارنة وكعامل مساعد للفهم—على سبيل المثال، لإجراء تقييم مقارن لشركات مختلفة حيث يوجد فيها شيء مشترك والتي يمكن استخدامها كأساس للمقارنة. في حالة نموذج نضج القدرة، على سبيل المثال، فإن أساس المقارنة يمكن ان يكون عمليات تطوير برمجيات الشركات.

### هيكل نموذج نضج القدرة
ونموذج نضج القدرة ينطوي على الجوانب التالية:
- مستوى النضج: 5 مستويات متصلة لعملية النضج—حيث العلوي (الخامس) هو وضع مثالي عالمي حيث تدارعمليات تدارالعمليات بشكل منهجي من قبل مجموعة من العمليات المنقحة وتطوير العمليات المستمر.
- مجالات مفتاح العملية: ((KPA) Key Process Area))يحدد مجموعة من الأنشطة ذات الصلة والتي عند أدائها بشكل جماعي، تحقيق مجموعة هامة من الأهداف.
- الأهداف: إن الأهداف الرئيسية لمنطقة مفتاح العملية تلخص الحالة التي يجب أن تتوفر له ليتم استخدامها بطريقة فعالة ودائمة.المدى الذي يمكن تحقيقه من الاهداف يعكس مدى قدرة الشركة على تحقيق مستويات النضج.الاهداف تدل على النطاق، الحدود، والقصد من كل منطقة مفتاح العملية.
- ميزات مشتركة: السمات المشتركة تشمل الممارسات التي تنفذ وإضفاء الطابع المؤسسي على منطقة مفتاح العملية. هناك خمسة أنواع من القواسم المشتركة: تنفيذ الالتزام، القدرة على التنفيذ، الأنشطة المنفذة والقياس والتحليل، والتحقق من التنفيذ.
- مفتاح الممارسات: يصف مفتاح الممارسات عناصر البنية التحتية والممارسات التي تساهم بأكبر قدر من الفعالية في التنفيذ وإضفاء الطابع المؤسسي على KPAs.

### مستويات نموذج نضج القدرة
هناك خمس مستويات محددة على مدى نموذج نضج القدرة ، وفقا لمعهد هندسة البرمجيات: «إن القدرة على التنبؤ، والفعالية، والسيطرة على عمليات برامج الشركات يتم تطويرها بالنهوض بالمستويات الخمسة للشركة.وإن لم تكن دقيقة، فإن الأدلة التجريبية حتى الآن تدعم هذا الاعتقاد».
المستوى 1 - الاستهلال (فوضى)
فمن خصائص العمليات على هذا المستوى أن تكون (عادة) غير موثقة أو في حالة من التغير الديناميكي، تميل إلى أن تكون مدفوعة في Ad hoc، بطريقة غير متحكم فيها وطريقة رد الفعل من قبل المستخدمين أو الأحداث. 1هذا يوفر الفوضى أو بيئة غير مستقرة بالنسبة للعمليات.
المستوى 2- متكرر 
فمن خصائص العمليات على هذا المستوى أن بعض العمليات يتم تكرارها، ربما مع نتائج متسقة. ليس من المرجح ان تكون عملية الانضباط صارمة، لكن اينما وجدت يمكن ان تساعد في التأكدان العمليات الموجودة قد تم الحفاظ عليها خلال اوقات الضغط.
المستوى 3- محدد
فمن خصائص العمليات على هذا المستوى أن هناك مجموعة من معايير العمليات المحددة والموثقة التي تم انشائها وتخضع لقدر من التحسن مع مرور الوقت. معايير العمليات هذه في مكانها (أي كما على العمليات) وتستخدم لتحقيق الاتساق في اداء العملية في جميع أنحاء المنظمة.
المستوى 4- المدارة
فمن خصائص العمليات على هذا المستوى، وذلك باستخدام مقاييس العملية، يمكن للإدارة ان تسيطر بنجاح على عملية As-Is (على سبيل المثال، لتطوير البرمجيات). على وجه الخصوص، يمكن للإدارة تحديد السبل لتعديل وتبني العملية لمشاريع معينة من دون خسائر قابلة للقياس في الجودة أو الانحراف عن المواصفات. قدرة العملية تم انشاؤها من هذا المستوى.
المستوى 5- منقى
فمن خصائص العمليات على هذا المستوى أن يتم التركيز على تحسين اداء العملية بشكل مستمر من خلال التغيرات /التحسينات التكنلوجية التدريجية والمبتكرة.
على مستوى النضج 5، العمليات التي تعنى بمعالجة إحصائية لأسباب شائعة لعملية الاختلاف وتغيير العملية (على سبيل المثال، لازاحة معنى أداء العملية) لتحسين أداء العملية. وسوف يتم ذلك في نفس وقت الحفاظ على احتمال تحقيق اهداف تحسين العملية الكمية.

### هيكل عملية البرمجيات لنموذج نضج القدرة لمعهد هندسة البرمجيات
يهدف توثيق هيكل مسار البرنامج لتوجيه الذين يرغبون في تقييم اتساق الشركة /المشاريع مع نموذج نضج القدرة. لكل من مستويات النضج خمس أنواع لفحصها:
| النوع                 | الوصف |
| --------------------- | --- |
| سياسة                 | يصف محتويات السياسة واهداف (مجالات مفتاح العملية)الموصى بها من قبل نموذج نضج القدرة. |
| معايير                | وصف المحتويات الموصى بها لاختيار منتجات العمل المحددة في نموذج نضج القدرة. |
| العملية               | ويصف عملية محتوى المعلومات الذي أوصت به لجنة الأرصاد الجوية البحرية. وقوائم مرجعية عملية هي مزيد من التحسين في قوائم ل: - القواعد:* معايير القبول:* المدخلات:* الانشطة:* النواتج:* معايير الخروج:* المراجعة والبيان النهائي:* التحكم بمنتجات العمل والسيطرة عليها:* القياسات:* إجراءات موثقة:* تَدْريب:* أدوات |
| الإجراء               | وصف المحتويات الموصى بها اجراءات الموثقة التي تم وصفها في نموذج نضج القدرة |
| نظرة عامة على المستوى | منح نظرة عامة على جميع مستوى النضج. مستوى قوائم النظرة العامة هو عبارة عن قوائم ل: - أغراض مفاتيح العملية (مجالات مفاتيح العملية) - اهداف مفاتيح العملية:* سياسات:* المعايير:* وصف العملية:* إجراءات:* تَدْريب:* أدوات:* المراجعة والبيان النهائي:* التحكم بمنتجات العمل والسيطرة عليها:* القياسات             |

## الحواشي
1. ↑  
Crosby، Philip (1979). Quality is Free. McGraw Hill. مؤرشف من الأصل في 2012-06-27. {{استشهاد بكتاب}}: الوسيط غير المعروف |الرقم المعياري= تم تجاهله يقترح استخدام |ردمك= (مساعدة)
2. ↑  
Nolan، Richard (1973). "Managing the computer resource: a stage hypothesis". Communications of the ACM. Association for Computing Machinery. ج. 16 ع. 7: 399–405. DOI:10.1145/362280.362284. مؤرشف من الأصل في 2020-04-26. {{استشهاد بدورية محكمة}}: الوسيط غير المعروف |شهر= تم تجاهله يقترح استخدام |تاريخ= (مساعدة)
3. ↑  (مارس 2002 طبعة من كمي من معهد استوكهولم للبيئة)، الفصل 2 صفحة 11.) نسخة محفوظة 12 أغسطس 2013 على موقع واي باك مشين.

## الروابط الخارجية
- نموذج نضج القدرة على مشروع الدليل المفتوح